# Frederik Møller (fodboldspiller)
 Der er flere personer med dette navn, se Frederik Møller.
Frederik Møller (født 8. juli 1993 i Ikast) er en dansk tidligere fodboldspiller, der sidst spillede for Silkeborg IF. Han spillede i venstre side, fortrinsvis som back.

## Karriere

### FC Midtjylland
Frederik Møller er fra Ikast gik på FC Midtjyllands fodboldakademi, hvor han startede som 12-årig, og var i sæsonen 2011-2012 med til at vinde sølv.
Møller, der både gjorde sig som venstre back og venstre kant, blev i sommeren 2012 en del af førsteholdstruppen i FC Midtjylland, hvor han dog det første halve år var udlejet til 1. divisionsklubben Hobro.

### AC Horsens
I august 2015 underskrev Møller en kontrakt med AC Horsens gældende for de næste to år. Her spillede han i alt 69 kampe, men ved kontraktens udløb blev der ikke enighed om en forlængelse.

### AGF
I juli 2017 underskrev Frederik Møller en treårig aftale med AGF. Han nåede i sæsonen 2017-18 17 superligakampe og scorede et enkelt mål, men en skade satte tilbage på holdet, og da han den følgende sommer måtte indse, at han ville få svært ved at få spilletid, skiftede han til Silkeborg IF.

### Silkeborg
I Silkeborg fik han på to sæsoner 55 kampe, og han var både med til at rykke op i Superligaen i 2019 og ud igen i 2020. Her var han en af flere spillere, der ikke fik forlænget kontrakten, og han var i første omgang åben for mange muligheder. Imidlertid blev han ramt af to hjerteanfald kort aften hinanden i sommeren 2020, og efter en operation måtte han indstille sig på, at den aktive karriere var forbi.